# Pseudoleskea baileyi
Pseudoleskea baileyi är en bladmossart som beskrevs av George Newton Best och Abel Joel Grout 1917. Pseudoleskea baileyi ingår i släktet Pseudoleskea och familjen Leskeaceae. Inga underarter finns listade i Catalogue of Life.